# Antonio Látimer
Pour les articles homonymes, voir Latimer.
Antonio Látimer, né le 26 novembre 1978, à Río Piedras, à Porto Rico, est un joueur portoricain de basket-ball. Il évolue au poste d'ailier.

## Palmarès
- 3e du championnat des Amériques 2003
- 3e des Jeux panaméricains de 1999 et 2003
- Vainqueur du CentroBasket 2003
- 3e du CentroBasket 2006
- Finaliste du championnat du monde -22 ans 1997